# Wu Tingfang
Wu Tingfang 伍廷芳 (nome di cortesia zi: 文爵 Wénjúe; nome usato in seguito: 伍才 Ng Choy (pinyin: Wŭ Cái); Malacca, 1842 – Canton, 23 giugno 1922) è stato un diplomatico e politico cinese che fu Ministro degli Affari Esteri e, per breve tempo, Premier in pectore durante i primi anni di vita della Repubblica di Cina.

## Biografia
Wu Tingfang studiò al St. Paul's College di Hong Kong, dove imparò a leggere e scrivere in inglese. Più tardi studiò legge in Inghilterra presso lo University College di Londra e divenne barrister del Lincoln's Inn (1876). In seguito tornò Hong Kong per esercitare l'avvocatura. Più tardi, Wu divenne il primo membro non ufficiale etnicamente cinese del Consiglio legislativo di Hong Kong.
Servì sotto la Dinastia Qing come diplomatico negli Stati Uniti, in Spagna e in Perù dal 1896 al 1902 e dal 1907 al 1909. In questo ruolo tenne conferenze sulla cultura cinese e sulla storia, in parte per combattere la discriminazione contro emigranti cinesi, aumentandone la considerazione da parte degli stranieri. A questo scopo, pubblicò America, through the spectacles of an Oriental diplomat (L'America, attraverso gli occhiali di un diplomatico Orientale) in inglese nel 1914.
Wu è menzionato molte volte nelle agende di Ernest Satow, diplomatico britannico in Cina (1900-06).
Sostenne la Rivoluzione Xinhai del 1911 e negoziò per conto dei rivoluzionari a Shanghai. Fu per breve tempo, all'inizio del 1912, come Ministro della Giustizia per il governo provvisorio di Nanchino. In quel periodo si batté per ottenere l'indipendenza per il potere giudiziario, forte della sua esperienza all'estero. Dopo questa breve assegnazione, Wu divenne Ministro degli Affari Esteri per la Repubblica Cinese. Nel 1917 divenne Premier in pectore.
Wu si unì al Movimento di protezione della costituzione di Sun Yat-sen e divenne membro del comitato direttivo. Sconsigliò Sun di divenire il "presidente straordinario" ma, dopo la sua elezione, si unì a lui. Fu Ministro degli Affari Esteri per Sun e come presidente facente funzione in assenza di Sun. Morì poco dopo la ribellione di Chen Jiongming contro Sun.